# چس۲۴
chess24.com یک سرور شطرنج اینترنتی به زبان‌های انگلیسی، اسپانیایی و آلمانی است که در سال 2014 توسط استاد بزرگ آلمانی ژان گوستافسون و انریکه گوزمن تأسیس شده‌است.
در میان افرادی که با چس۲۴ همکاری می‌کنند، قهرمانان جهان، استادبزرگ‌ها و استادان بین‌المللی مانند مگنوس کارلسن، ویسواناتان آناند، پیترسویدلر، رستم قاسمجانف، فرانسیسکو وایخو، دیوید آنتون گویاررو، درسا درخشانی، لارنس ترنت ، و هو ییفان را می‌توان نام برد.
چس۲۴ پوشش زنده مسابقات بزرگ بین‌المللی را فراهم می‌کند. چس۲۴ با استفاده از کنترل‌های مختلف زمانی، بازی با نسخه‌های اصلاح شده استوکفیش، پیوستن به مسابقات آنلاین و همچنین تماشای فیلم در شطرنج، به کاربران این امکان را می‌دهد که در برابر یکدیگر مسابقه دهند. کتاب‌های الکترونیکی در مورد بسیاری از مباحث شطرنج، دوره‌های آنلاین شطرنج موجود برای اعضا و اخبار روزانه شطرنج در این سایت ارائه می‌شود.

## مسابقات
از سپتامبر ۲۰۱۹ تا آوریل ۲۰۲۰، چس۲۴ نخستین مسابقات بین‌المللی بلیتز بنتر را برگزار کرد. مسابقات شطرنج آنلاین رعد آسا با حضور بازیکنانی همچون مگنوس کارلسن، گاتا کامسکی، پرهام مقصودلو و لینییر دومینگز با ۵۰٬۰۰۰ دلار جایزه برای بازیکنان و ۵۰۰۰ دلار برای استریمرها انجام شد. در فینال علیرضا فیروزجا بر مگنوس کارلسن غلبه کرد و قهرمان شد.